# Partito Democratico della Costa d'Avorio - Raggruppamento Democratico Africano
Il Partito Democratico della Costa d'Avorio - Raggruppamento Democratico Africano (in francese: Parti démocratique de la Côte d'Ivoire - Rassemblement démocratique africain - PDCI-RDA) è un partito politico ivoriano di orientamento conservatore fondato nel 1946.
Il capo politico è Philippe Cowppli-Bony.

## Risultati elettorali
| Elezione          | Voti     | %        | Seggi    |
| ----------------- | -------- | -------- | -------- |
| Parlamentari 2011 | 564 958  | 28,85    | 77 / 255 |
| Parlamentari 2016 | Nel RHDP | Nel RHDP | 88 / 255 |